# Ikitie
The Eternal Road (en finés: Ikitie), El Camino Eterno, es una película dramática de 2017, basada en la novela homónima de Antti Tuuri, quien también coescribió el guion. La película fue dirigida por Antti-Jussi Annila y protagonizada por Tommi Korpela, Sidse Babett Knudsen, Hannu-Pekka Björkman, Irina Björklund y Ville Virtanen.
La película fue editada y filmada en Estonia en lugar de localizaciones en Karelia. Esta fue también la última película en la que actuó Lembit Ulfsak antes de su muerte el 22 de marzo de 2017. La película está basada en hechos reales.

## Sinopsis
Jussi Ketola, un hombre finlandés, regresa de Estados Unidos tratando de escapar de la Gran Depresión. Encuentra a su país en una gran agitación política. Una noche, Ketola es secuestrado de su casa por nacionalistas finlandeses y se ve obligado a caminar por el camino eterno hacia la Rusia soviética.

## Reparto
- Tommi Korpela como Jussi Ketola.
- Sidse Babett Knudsen como Sara Ketola.
- Hannu-Pekka Björkman como Kallonen.
- Irina Björklund como Sofia.
- Ville Virtanen como John Hill.
- Helen Söderqvist como Martta Hill.
- Lembit Ulfsak como Novikov.

## Acogida de la crítica
Jessica Kiang, de la revista Variety, le dedicó a la película una mala crítica y escribió: "Es difícil convencer a Ketola como el tipo de héroe que podría justificar una narración épica de este tipo. Mucho se hace, al principio, de su deseo desmesurado de volver a su familia finlandesa. Pero luego le encienden las velas de Sara, y de repente están en la iglesia bautizando a su recién nacido (la religiosidad de los habitantes, en la Rusia comunista vehementemente secular, es otra avenida tentadora apenas explorada). Y un título nos dice esto es solo 1932, por lo que Ketola parece haber anhelado a su esposa e hijos finlandeses solo por unos meses, antes de establecer una nueva familia en la granja".
La película fue nominada en 13 categorías en los Premios Jussi 2018, incluyendo Mejor Película, Mejor Director (para Annila), Mejor Actriz de Reparto (para Sidse Babett Knudsen), Mejor Guion (para Annila, Louhimies y Tuuri), Mejor Actor (para Tommi Korpela) y Mejor Actor de Reparto (para Hannu-Pekka Björkman).

### Premios
The Eternal Road obtuvo trece nominaciones, que fue la mayor cantidad de ese año en los Premios Jussi. Kalju Kivi es el primer estonio en ganar la historia de los Jussi.
| Año  | Premio / Festival | Categoría               | Nominado(s)                                                            | Resultado | Ref(s) |
| ---- | ----------------- | ----------------------- | ---------------------------------------------------------------------- | --------- | ------ |
| 2018 | Premios Jussi     | Mejor película          | Ilkka Matila                                                           | Ganador   | [ 5 ]  |
| 2018 | Premios Jussi     | Mejor director          | Antti-Jussi Annila                                                     | Ganador   | [ 5 ]  |
| 2018 | Premios Jussi     | Mejor actor             | Tommi Korpela                                                          | Nominado  | [ 5 ]  |
| 2018 | Premios Jussi     | Mejor actor de reparto  | Hannu-Pekka Björkman                                                   | Ganador   | [ 5 ]  |
| 2018 | Premios Jussi     | Mejor actriz de reparto | Sidse Babett Knudsen                                                   | Ganador   | [ 5 ]  |
| 2018 | Premios Jussi     | Mejor guion             | Antti Tuuri, Antti-Jussi Annila, Aku Louhimies                         | Nominado  | [ 5 ]  |
| 2018 | Premios Jussi     | Mejor fotografía        | Rauno Ronkainen                                                        | Ganador   | [ 5 ]  |
| 2018 | Premios Jussi     | Mejor montaje           | Tambet Tasuja                                                          | Nominado  | [ 5 ]  |
| 2018 | Premios Jussi     | Mejor set de diseño     | Kalju Kivi                                                             | Ganador   | [ 5 ]  |
| 2018 | Premios Jussi     | Mejor vestuario         | Eugen Tamberg                                                          | Nominado  | [ 5 ]  |
| 2018 | Premios Jussi     | Mejor maquillaje        | Riikka Virtanen                                                        | Nominado  | [ 5 ]  |
| 2018 | Premios Jussi     | Mejor música            | Ian Person, Kalle Gustafsson Järneholm, Panu Aaltio, Tuomas Kantelinen | Nominado  | [ 5 ]  |
| 2018 | Premios Jussi     | Mejor sonido            | Fredrik Dalenfjäll                                                     | Nominado  | [ 5 ]  |